# La Capture (film, 1969)
Pour les articles homonymes, voir La Capture.
Pour plus de détails, voir Fiche technique et Distribution.
La Capture (La cattura) est un drame de guerre américano-italo-yougoslave réalisé par Paolo Cavara et sorti en 1969.

## Synopsis
L'histoire se déroule en hiver, sur le Front yougoslave de la Seconde Guerre mondiale, dans une région isolée et enneigée. Cette région est occupée par l'Allemagne mais contestée par des partisans soutenus par la Russie.
L'une des partisanes locales est Anja Kovach (Nicoletta Machiavelli). Toute sa famille a été exécutée en représailles de la mort d'un seul Allemand. Elle a survécu et a fini par rejoindre les partisans. Elle est devenue une tireuse d'élite renommée. Elle a tué près de la moitié de la garnison allemande locale. Les troupes allemandes la craignent.
Le sergent Stephen Holmann (David McCallum) est un tireur d'élite de l'armée allemande. Avant la guerre, il était enseignant. Expert en tir et chasseur, il a participé aux Jeux olympiques d'été de 1936. Il est réaffecté d'Afrique du Nord et parachuté dans la région pour une mission spéciale : capturer Anja. Il ne doit pas la tuer, de peur qu'elle ne devienne une martyre.
Pendant plusieurs jours, Stephen et Anja se traquent l'un l'autre à travers la neige et les bois. Finalement, Stephen l'emporte : il parvient à capturer Anja, alors qu'elle est occupée à faire signe à un avion de ravitaillement russe.
Simultanément, une bataille féroce éclate entre les Allemands et les partisans. La bataille s'éloigne, laissant Stephen et Anja seuls, sans ravitaillement, et entourés de cadavres.
Stephen, avec Anja comme captive, est forcé de trouver un abri et de la nourriture, dans l'espoir que les forces allemandes l'emportent et reviennent. Au fil des jours, la relation entre Stephen et Anja évolue de l'adversité à la coopération. Ils deviennent amants.
Par la suite, la bataille reprend dans la région. Au milieu des balles, Stephen rend à Anja son fusil. Ils partent dans des directions opposées, mais un soldat allemand repère Anja et la tue. Stephen s'en aperçoit et tue le soldat. Un soldat russe voit Stephen se diriger vers Anja et pense qu'il l'a tuée ; en représailles, il tue Stephen.

## Fiche technique
- Titre français : La Capture[1]
- Titre original italien : La cattura[2]
- Titre serbo-croate : Rafali u dva srca
- Titre anglais : The Ravine
- Réalisation : Paolo Cavara
- Scénario : Paolo Cavara, John Crawford
- Photographie : Tomislav Pinter (sh)
- Montage : Carlo Reali
- Musique : Riz Ortolani
- Décors : Saverio D'Eugenio
- Production : Richard Irving Marx
- Sociétés de production : Francesca Film (Rome), Group W (New York), Jadran film (Zagreb)
- Pays de production :  Italie
- Langue originale : italien
- Format : couleur
- Genres : drame de guerre
- Durée : 97 minutes
- Date de sortie :
  - Italie : août 1969 (Mostra de Venise 1969) ; 7 novembre 1969 (sortie nationale)
  - Yougoslavie : 1969

## Distribution
- David McCallum : sergent Stephen Holmann
- Nicoletta Machiavelli : Anja Kovach
- John Crawford : capitaine Keller
- Lars Bloch : lieutenant Alexei Soloviev
- Demeter Bitenc : Lt. Eisgruber
- Lewis W. Bushnell : caporal Busch
- Tana Mascarelli : première vieille femme
- Ivona Petri : deuxième vieille femme
- Branko Špoljar : soldat mince
- Mirko Boman : grand soldat
- Rikard Brzeska : vieux soldat
- Radko Polič : premier soldat